# 希尔特贝格
希尔特贝格是德国巴伐利亚州的一个市镇。总面积29.79平方公里，总人口1883人，其中男性968人，女性915人（2011年12月31日），人口密度63人/平方公里。